# (7614) Masatomi
(7614) Masatomi est un astéroïde de la ceinture principale.

## Description
(7614) Masatomi est un astéroïde de la ceinture principale. Il fut découvert le 2 mars 1996 à Oizumi par Takao Kobayashi. Il présente une orbite caractérisée par un demi-grand axe de 2,36 UA, une excentricité de 0,07 et une inclinaison de 3,5° par rapport à l'écliptique.

## Compléments